# 332e régiment d'infanterie (France)
Le 332e régiment d'infanterie (332e RI), également appelé Vieille Champagne, est un régiment d'infanterie de l'Armée de terre française constitué en 1914 avec les bataillons de réserve du 132e régiment d'infanterie.
À la mobilisation, chaque régiment d'active créé un régiment de réserve dont le numéro est le sien plus 200.

## Création et différentes dénominations
- août 1914 : 332e régiment d'infanterie.

## Chefs de corps
- Lieutenant-colonel Sauvage (1869-1919) : août 1914 - juin 1915, nommé lieutenant-colonel au 144e RI le 18 juin 1915
- Lieutenant-colonel Hinaux : juin 1915-[3].

## Historique des garnisons, combats et batailles du332eRI

### Première Guerre mondiale

#### Affectations
À la déclaration de guerre : Ve armée, 4e G.D.R., 69e division de réserve, 137e Brigade
Le 332e appartient à :
- la 69e Division de Réserve d'août 1914 à décembre 1916;
- la 42e Division d'Infanterie de décembre 1916 à novembre 1918

À la mobilisation, en 1914, les régiments français d'infanterie forment chacun un régiment de réserve dérivé dont le numéro est celui du régiment actif majoré de 200. Le 132e régiment d'infanterie d'active met sur pied le 332erégiment de réserve.
Le régiment de réserve est, au départ, commandé par le lieutenant-colonel, commandant en second du régiment actif, et la numérotation des compagnies du régiment de réserve prend la suite de celle du régiment d'active.
Le dépôt commun du 132e et du 332e était à Reims. Pendant la guerre 1914-1918, Reims étant directement menacé par l'avancée allemande et la proximité de la ligne de front, le dépôt a été déplacé à Châtelaudren dans les Côtes-du-Nord, en Bretagne.
Constitution en 1914 : deux bataillons puis trois en juillet 1916 par l'appoint d'un bataillon du 306e régiment d'infanterie.

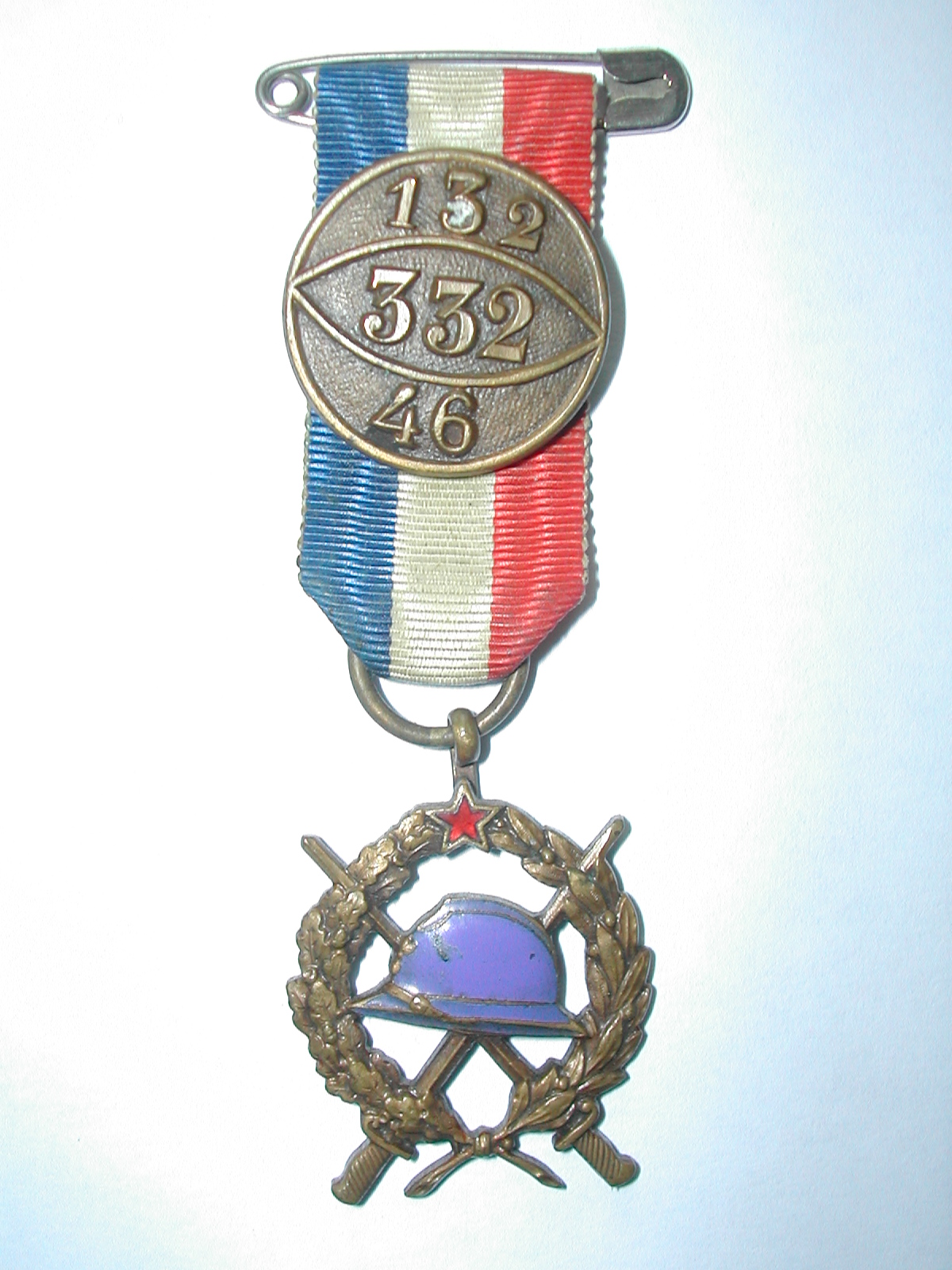
Médaille du et du d'infanterie, vers 1920

#### 1914]
Le 332e régiment d’infanterie se mobilise à Reims à partir du 2 août 1914. Il quitte cette ville le 11 août 1914 et gagne, par étapes, le point de concentration de la 69e division de réserve. Le 332e fait partie de la 137e brigade. Le 332e régiment d’infanterie accompagné par la foule enthousiaste, quitte Reims pour se porter vers la Belgique par étapes successives, exécutées sous une chaleur accablante.
Le 19 août, la division commence sa marche vers le Nord et le 23, elle entre en Belgique. Le lendemain, à la suite de la bataille de Charleroi, commence la retraite de l’armée française qui devait se terminer par la bataille de la Marne.
Le 23 août, au soir, le régiment franchit la frontière et bivouaque entre Sartiau et Beaumont. Toute la nuit, s’écoulent sur la route de Beaumont les troupes en retraite du 18e Corps d’Armée. Dans le lointain, de nombreux villages sont en feu.
Le 24 août, le 332e régiment d’infanterie reçoit le baptême du feu ; la 17e compagnie est particulièrement éprouvée par le feu violent des batteries lourdes ennemies. Au soir, placé à l’arrière-garde du Groupe de Divisions de Réserve, le régiment entraîné par le mouvement de retraite générale se dirige sur Bérelles et atteint Saint-Hilaire-sur-Helpe le 25. Dans la matinée du 25 au 26, l’arrière-garde s’engage avec la cavalerie et des cyclistes ennemis au sud de Saint Hilaire. Par une marche pénible de nuit, sous une pluie battante, le régiment se porte sur le Grand Wé où il arrive le 27 à 2 h. 30. Départ par alerte à 3 h. 30.
Les jours suivants ne seront pas moins pénibles ; sans ravitaillement sur des routes encombrées, sans pause, le mouvement de retraite se poursuit par Le Sourd, Nouvion-le-Comte, Prémontré. La fatigue est extrême. La nuit du 31 août au 1er septembre, et cette journée, sont les plus pénibles de la retraite.
Le 31 août, le 332e quitte Braye-en-Laonnois à 18 heures avec la 69e division de réserve pour se porter sur Anizy-Pinon, par Fourdrain, Saint-Nicolas-aux-Bois et Suzy. En arrivant à Suzy, vers 22 heures, la 20e compagnie qui marche en queue du régiment, reçoit l’ordre de s’arrêter et de s’établir autour du village pour couvrir le parc d’artillerie de la 69e division qui bivouaque à la sortie sud de Suzy.
Le 31 août 1914, la 20e compagnie du 332e, se trouva séparée par l'ennemi, de son corps qu'elle ne put rejoindre
La 20e compagnie, commandée par le Capitaine Klipfel est détachée dans la nuit du 31 pour escorter le Parc d'Artillerie de la Division. Il convient de relater ici l’épisode héroïque de cette compagnie qui reste 15 jours dans les lignes allemandes, livrant combat plusieurs fois, se cachant le jour dans les bois, marchant la nuit, se nourrissant de betteraves crues. Grâce à l’énergie et à la foi du capitaine Klipfel, grâce à la haute valeur de ses gradés et de ses soldats, la 20ecompagnie peut échapper à l’ennemi, franchir les lignes et prendre contact avec l’Armée Française au Pavillon de Chasse de Bagatelle en Argonne. Le 31 août 1914, lorsque la 20e compagnie a commencé à escorter le convoi, le régiment se trouvait à Monceau-lès-Leups à une dizaine de kilomètres à l'est de La Fère dans l'Aisne. À vol d'oiseau, Bagatelle se trouve à 120 kilomètres de Monceau.
Le Récit du capitaine Klipffel "Quinze jours dans les lignes allemandes en septembre 1914" peut être lu ici
Le retour du capitaine Klipffel est noté à la date du 14 septembre. Ce sont 250 hommes qui ont rejoint avec lui. Ce détachement Klipfel, majoritairement composé d'une compagnie du 332e R.I. mais à laquelle se sont agrégés d'autres égarés de diverses unités (au moins une quinzaine d'unités parmi lesquelles des hommes des 74eR.I, 119eR.I, 41eR.I, 45eR.I, 78eR.I, 205eR.I, 224eR.I. Un véritable exploit que de faire un tel trajet dans les lignes allemandes sans se faire prendre. Pour ces hauts faits, la 20e compagnie fut citée à l’ordre de l’Armée :
"Le 31 août 1914, la 20ecompagnie du 332e rég. d'infanterie, chargée d'escorter un convoi se trouva séparée par l'ennemi, de son corps qu'elle ne put rejoindre. Pendant 15 jours, cette compagnie traversa les lignes allemandes, marchant et combattant sans cesse. Grâce à l'énergie et à la sagacité du capitaine Klipffel, à la discipline, à l'endurance et au courage de la compagnie tout entière, cette faible troupe est parvenue, après des efforts héroïques, à rejoindre l'armée française le 15 septembre". C’est une des premières unités françaises qui eût cet honneur.
Le régiment suit le mouvement général de retraite, les 2, 3, 5 septembre. Ce jour, placé en soutien d’une division de cavalerie, il livre un rude combat à Courboin. Les pertes sont sévères.
Mais la retraite doit se poursuivre ; lorsqu'enfin, le 5, l’ordre du jour du Généralissime prescrit la reprise de l’offensive. Le 332e est alors aux environs de Villiers-Saint-Georges.
Malgré les fatigues terribles et les privations de la retraite, le moral est splendide ; l’ennemi est culbuté et la marche en avant commence.
Presque sans combat, le régiment atteint le 12 au soir Trigny au nord-ouest de Reims. Le lendemain, par La Neuville, Guignicourt, le 332e doit se porter sur Prouvais. Il est avant-garde du G.D.R. À 10 h., le 13, l’avant-garde franchit le canal à La Neuville et s’empare de 2 automobiles avec des officiers allemands.
À 10 h 30, le 6e bataillon atteint Aguilcourt où il se déploie pour servir de flanc garde à la colonne. Le 5e bataillon continue sa marche sur Prouvais qu’il atteint vers 19 h.
Le 6e bataillon est attaqué avec violence à Aguilcourt par une infanterie très supérieure en nombre et soutenue par une puissante artillerie.
Le combat est violent, mais le bataillon remplit sa mission. À la nuit, des éléments d’une autre brigade remplacent le 6e bataillon. Les pertes ont été lourdes. Le Chef de Bataillon, les Commandants de Compagnie sont blessés, près de 400 hommes sont hors de combat.
Mais le 3e C. A. à l’est et le 18e C. A. n’ayant pu déboucher respectivement de la Ferme Saint Hilaire et de La Ville-aux-Bois, la division doit abandonner Prouvais par ordre. Par une marche de flanc sous le feu de l’artillerie ennemie, le régiment se porte sur Berry-au-Bac où il franchit l’Aisne, et sur Cormicy.
Les jours suivants, il se reforme et organise le village. Les premiers renforts arrivent. La 20e compagnie après son épopée glorieuse rejoint le Corps.
Le 5 octobre, le régiment est embarqué en convoi automobile, et débarque dans la région au sud de Soissons. Le 13, il relève dans les tranchées entre Vailly et Soupir l’infanterie anglaise. La position est difficile ; l’ennemi nous domine, nous sommes accrochés aux pentes, avec derrière nous l’Aisne, dont la vallée est enfilée par le feu du Fort de Condé, que tient solidement l’ennemi. Les ravitaillements sont par suite difficiles, l’arrivée de renforts impossible. Dans ces tranchées, jusqu’au 29 octobre, le régiment subit un bombardement d’une intensité croissante. Le 29, le bombardement est général et terrible. Le 30 au matin, l’infanterie ennemie attaque : le 5e bataillon à Rouge-Maison repousse plusieurs attaques successives. Le 6e bataillon tient sans fléchir le vallon d’Ostel. Notre fusillade cause des pertes très lourdes à l’ennemi. Notre artillerie sur la rive sud de l’Aisne, sans munitions ne peut soutenir notre infanterie.
Au nord de Vailly-sur-Aisne, malgré les contre-attaques énergiques le 306e est obligé de fléchir ; le Général Commandant la Brigade donne l’ordre de repli prévu depuis la veille. Ce mouvement de repli exécuté sous le feu de l’artillerie de tous calibres qui bat avec précision tous les passages sur l’Aisne et le canal, nous cause de lourdes pertes.
Le 30 au soir, le régiment cantonne à Limé où il se reforme les jours suivants.
Le 7 novembre, le régiment relève des fractions du 1er Corps d’Armée dans les tranchées entre Vailly et Cys. Pendant de longs mois, ce sera la vie de tranchées avec ses fatigues, ses alertes quotidiennes, sa monotonie, où le bon moral des hommes lutte victorieusement contre la dépression physique et morale.

#### 1915
Fin juin 1915, le lieutenant-colonel Sauvage qui commandait le régiment depuis la mobilisation passe au 144eR.I, et est remplacé à la tête du 332eR.I par le lieutenant-colonel Hinaux.

#### 1916
Fin février 1916, le régiment quitte le secteur de l’Aisne et se rend au Camp de Chalons-sur-Marne. Au commencement du mois d’avril, le régiment est embarqué pour la région de Verdun. Le 8 avril, il monte en ligne dans le secteur du fort de Vaux. La relève est faite sous un bombardement d’une grande violence. Le tunnel de Tavannes restera longtemps présent à la mémoire des troupiers du régiment comme un souvenir des jours les plus pénibles de la guerre.
Une compagnie de mitrailleuses et une compagnie d’infanterie du 6e bataillon sont au fort de Vaux. Le 5e bataillon est dans les ouvrages à l’est du Fort.
Le 11 avril, l’ennemi attaque dans la région de l’étang de Vaux. Le 5e bataillon enraye, vers 17 heures, une violente attaque. Le soir même, le régiment est relevé sous un bombardement très dense d’obus lacrymogènes. Il doit aller rejoindre la Division sur la rive gauche de la Meuse.
Le 22 avril, à la nuit, le 332e monte en ligne sur les pentes nord-ouest du Mort-Homme. Pendant la relève, un chef de bataillon est grièvement blessé ; l’aumônier du régiment, M. l’abbé de Lacroze, célèbre par son courage et si sympathique à tous par son aménité est tué aux abris NETER. Jusqu’au 5 mai, les 5e et 6e bataillons restent en ligne. Entretemps, la 23e compagnie et la C. M. 6 repoussent, le 24, une attaque sur la tranchée LECOINTRE. La 19e compagnie mise en soutien d’un bataillon voisin au bois de Cumières, prend part à l’attaque dans cette région et engage un très dur combat à la grenade dans les boyaux et repousse une contre-attaque allemande.
Pendant cette période, le bombardement ennemi, par obus de gros calibre, a été ininterrompu. Nos hommes l’ont supporté vaillamment dans des tranchées complètement éboulées, sans abri d’aucune sorte. Le ravitaillement, en vivres et munitions, était d’une difficulté extrême. La souffrance de la soif inapaisée, le marmitage effroyable n’ont pas entamé le moral extraordinaire des poilus.
Le 5e bataillon devait rester en ligne jusqu’au 5 mai. Une tâche glorieuse lui était dévolue : l’enlèvement de l’ouvrage du Trapèze et de la Guitoune, à la crête du Mort-Homme et la deuxième tranchée allemande à contre-pente. La 17e compagnie et 30 grenadiers du 5e bataillon sont chargés de l’attaque. L’action est foudroyante. Les ouvrages sont enlevés ; une vingtaine de prisonniers sont ramenés et quatre mitrailleuses sont prises. La C. M. 2. par le feu de ses pièces, interdit toute contre-attaque. Le 5 mai, le 5e bataillon rejoint le 6e bataillon au bivouac du Bois Bouchet où ce dernier se trouvait depuis le 3.
Toutes les nuits sont employées à des travaux dans les secondes lignes sous un bombardement intense.
Le 9 mai, le régiment est au demi-repos à Ippécourt.
Le 22 mai, le régiment se rend au Bois Bouchet, à la nuit, on apprend que les Allemands viennent de percer notre front au Mort-Homme. Le régiment s’engage immédiatement pour contre-attaquer. Les renseignements sur l’ennemi manquent. Sous un barrage uniquement d’obus de gros calibre, d’une densité peu commune, les deux bataillons se portent à l’attaque, dépassent la place d’armes de Chattancourt et la ligne 1 bis et sont arrêtés par un feu violent de mitrailleuses et de mousqueterie. Les hommes se logent dans des trous d’obus et des vestiges de tranchées. La nuit du lendemain est mise à profit pour relier les trous d’obus. Un nouveau front est constitué. La journée du 23, comme les journées précédentes, est marquée par un violent bombardement.
L’après-midi, le bombardement redouble d’intensité et atteint des proportions jusqu’alors inconnues. À 19 heures, une attaque ennemie se déclenche en formation dense. Prises sous les feux des 19e et 18e compagnies et des mitrailleuses, les forces ennemies tourbillonnent et disparaissent. Simultanément, une autre attaque se dessine sur le 6e bataillon. Cette attaque est menée avec des liquides enflammés, notre extrême gauche fléchit légèrement ; mais, les hommes entraînés par leurs officiers, se jettent en avant à la baïonnette et repoussent l’ennemi qui fuit alors, haché par une section de mitrailleuses qui tire de la place d’armes. Au cours de ces attaques, deux compagnies du 332e, les hommes debout sur la tranchée, baïonnette au canon, sifflaient la Marseillaise. Les boches pouvaient venir.
Le 24 mai, le 6e bataillon est relevé, le 5e bataillon reste en deuxième position, il ne rejoint le régiment que le 29.
C’est ainsi que le 332e régiment d’infanterie s’est couvert de gloire à Verdun.
Le régiment revient ensuite sur l’Aisne reformé à trois bataillons avec l’appoint d’un bataillon du 306e régiment d’infanterie. Il devait y tenir la tranchée du CHOLÉRA et de la MIETTE jusqu’au 4 décembre. Le 6 décembre, le 332e régiment d’infanterie passe à la 42e division d'infanterie où, avec le 94e régiment d’infanterie, les 8e et 16e bataillons de chasseurs à pied, il constitue l’infanterie de cette division.

### Seconde Guerre mondiale
Le régiment a été remis sur pied en 1940.

## Drapeau
Il porte, cousues en lettres d'or dans ses plis, les inscriptions suivantes :
- L'Aisne 1914-1917
- Verdun 1916
- Picardie 1918
- Argonne 1918

Sa cravate est décorée de la Médaille militaire avec (quatre citations à l'ordre du corps d'armée).
- Par application des prescriptions de la circulaire no 2156 D du 22 février 1918, le Maréchal de France Commandant en Chef les Armées françaises de l’Est a décidé que les unités ci-dessous auront droit au port de la Fourragère aux couleurs du ruban de la Médaille Militaire : 332e RÉGIMENT D’INFANTERIE. Cette unité a obtenu quatre citations à l’Ordre du corps d'Armée pour sa brillante conduite au cours de la campagne[8].

## Traditions et uniformes
Après la bataille de Verdun en 1916, le régiment adopte alors le nom de « VIEILLE CHAMPAGNE ». Composé en majeure partie d’enfants de Reims, de la Marne, ce nom est bien symbolique car dans la division d’élite qu’est la 42e division d'infanterie, à côté des Chasseurs de Sidi Brahim et de Ramscapelle, des Grenadiers de la Garde.

### Devise
Le 332e RI était le régiment de réserve du 132e régiment d'infanterie, le régiment de Reims, qui avait pour devise : "Un contre huit."

## Personnalités ayant servi au332eRI
- Paul Flamant, Lieutenant de réserve au 132e RI en 1914, capitaine au 332e RI, chevalier de la Légion d'honneur, journaliste et auteur du Réveil des vivants, Éditions du Nord-Est, 1924.
- Capitaine H.J.M. Klipffel : officier de réserve du 132e régiment d'infanterie de Reims[9], fait chevalier de la Légion d'honneur le 4 octobre 1914, il recevra à titre personnel une citation à l'ordre de l'armée : « Klipffel, capitaine au 332e rég. d'infanterie coupé des troupes françaises le 2 septembre a réussi par son énergie à rallier avec sa compagnie, grossie d'une cinquantaine d'isolés, le 2e corps d'armée, après avoir traversé, au prix des plus grandes difficultés, les lignes de marche de l'armée allemande. ». Il sera nommé par la suite chef de bataillon de réserve affecté au 67e R.I. de Soissons et officier de la Légion d'honneur[10].
- Mathieu Dumontet de Lacroze, Annet Marie Charles Mathieu, né le 29 octobre 1866 à Saint-Jory-de-Chalais, Dordogne, séminariste au Séminaire de Saint-Sulpice à Issy-les-Moulineaux, études à la faculté de théologie ecclésiastique à Paris (1896-1898)[11], prêtre de la Compagnie des prêtres de Saint-Sulpice, ancien directeur du Grand Séminaire de Bourges, directeur au Grand Séminaire de Reims, aumônier du 332 RI et de la 137e Brigade, 69e DI, Mort pour la France le 23 avril 1916 à Esnes Meuse[12].
- Georges Loustaunau-Lacau: Sous-lieutenant, Officier de liaison à la mobilisation en aout 1914[13]
- Père Gonzague Menneson de la Compagnie de Jésus, né à Sacy (Marne), le 24 juillet 1882, études au lycée Saint-Joseph de Reims, à la faculté de Lettres de l'Institut catholique de Paris[11], professeur d'histoire, noviciat chez les jésuites à Florennes, ordonné prêtre le 2 août 1914 en Belgique, mobilisé comme sergent au 132e régiment d'infanterie, blessé le 17 septembre 1914 dans la région de Verdun (bois des Caures), nommé sous-lieutenant au 332e d'infanterie le 30 novembre 1914. Tué à Chassemy le 28 décembre 1914. Cité à l'ordre de l'Armée le 17 janvier 1915. Chevalier de la Légion d'honneur le 30 mars 1922[14],[15],[16].

### Sources et bibliographie
- Original de l’historique du 332e régiment d’infanterie « Vieille Champagne », Verdun, Imprimerie H. Frémont, 1921.